# Liste des montagnes d'Irlande
Liste des montagnes d’Irlande, classée par provinces.

## Munster

### Comté de Cork
- Monts Shehy, Knockboy
- Monts Caha
- Monts Derrynasaggart
- Monts Boggeragh
- Montagnes de Ballyhoura, Seefin
- Monts Nagles
- Monts Slieve Miskish

### Comté de Kerry
- Monts Slieve Mish, Mont Brandon
- Macgillycuddy's Reeks, Carrauntuohil (1,039 m), Beenkeragh (1,010 m), Caher (1,001 m), Cnoc na Péiste (988 m)
- Mangerton (838 m)

### Comté de Limerick
- Monts Mullaghareirk
- Montagnes de Ballyhoura
- Monts Galty, Galteemore

### Comté de Tipperary
- Monts Galty, Galteemore
- Monts Silvermine
- Slievenamon

### Comté de Waterford
- Monts Knockmealdown, Knockmealdown, (794 m), Knockmoylan, (768 m), Knocknafallia, (668 m), Sugarloaf Hill, (663 m)
- Monts Comeragh, Fauscoum, (792 m), Knocknalingady, (767 m), Coumfea, (744 m)
- Monts Monavullagh

## Leinster

### Comté de Carlow
- monts Blackstairs, Mont Leinster, (795 m), Blackstairs Mountain, (735 m)

### Comté de Laois
- Monts Slieve Bloom, Slieve Bloom, Arderin

### Comté de Wicklow
- Montagnes de Wicklow, Lugnaquilla (925 m), Mullaghcleevaun (849 m), Tonelagee, (817 m), Cloghernagh, (800 m), Slievemaan, (759 m)

## Ulster

### Antrim
- Glens of Antrim, Trostan, Knocklayd, Agnews Hill

### Comté de Donegal
- Montagnes de Derryveagh, les Sept Sœurs (du nord au sud : An Mhucais, Crocknalaragagh, Aghla Beg, Ardloughnabrackbaddy, Aghla More, Mackoght et Errigal)
- Monts Bluestack, Lavagh More

### Comté de Down
- Montagnes de Mourne, Slieve Donard (850 m), Slieve Commedagh, Slieve Binnian

### Comté de Londonderry
- Sperrins, Sawel Mountain, Mullaghmore, Loughermore

### Comté de Cavan
- Slieve Rushen

## Connacht

### Comté de Galway
- Maumturks

### Comté de Leitrim
- Monts Dartry

### Comté de Mayo
- Monts Nephin Beg, Slieve Car (721 m), Nephin Beg (627 m)
- Monts Murrisk, Croagh Patrick (764 m)
- Monts Partry, Maum Trasna (682 m), Devils Mother (645 m)

### Comté de Roscommon
- Monts Curlew

### Comté de Sligo
- Monts Bricklieve
- Monts Dartry
- Monts Ox